# Hoplophthiracarus histricinus
Hoplophthiracarus histricinus är en kvalsterart som först beskrevs av Berlese 1908.  Hoplophthiracarus histricinus ingår i släktet Hoplophthiracarus och familjen Phthiracaridae. Inga underarter finns listade i Catalogue of Life.